# Бузина трав'яна
Бузин́а трав'ян́а, або трав'яниста також бзина (Sambucus ebulus L.) — отруйна багаторічна трав'яниста рослина 50—150 см заввишки. Може також використовуватися як лікарська рослина. Листки непарнопірчасті, з 5—9 загостреними листочками. Квітки зібрані в суцвіття, дрібні. Пелюстки квіток зовні блідо-рожеві, всередині — білі.
Квітне рослина в червні-липні, іноді протягом усього літа, ягоди достигають восени. Плід — чорна кістянка. Поширена бузина трав'яниста на пагорбах, узліссях, схилах, де утворює значні зарості. На зиму стебла відмирають. Рослина має своєрідний неприємний запах. Росте по всій території України.

## Сировина
3 лікувальною метою застосовують корені бузини трав'янистої. Їх викопують рано навесні або пізно восени. Миють у холодній воді, подрібнюють, прив'ялюють кілька днів на сонці, після чого досушують у теплих приміщеннях, що добре провітрюються.

## Хімічний склад
Хімічний склад бузини трав'янистої зовсім не вивчений наукою, але гадають, що він близький до бузини чорної. Отруйна рослина.

## Застосування
Корені бузини трав'янистої знайшли широке застосування в народній медицині при запальних захворюваннях нирок, хворобах сечового міхура, ревматизмі, ішіасі, цукровому діабеті. Беруть 1 чайну ложку подрібненого кореня рослини на 1 склянку води, кип'ятять на малому вогні 10 хв і настоюють 1 год. Відвар рекомендується пити при розладах кровообігу (серцевих та ниркових набряках), неспецифічному поліартриті, подагрі..